# Эвксиния
Эвксиния, или эуксиния — чрезмерное загрязнение водоема сульфидами при отсутствии кислорода. Это означает отсутствие кислорода (O2), что стимулирует появление бактерий получающих энергию путем хемосинтеза восстанавливая сероводород-ионы. Эвксинию стимулирует потепление, понижающее растворимость кислорода в воде. Воды с эвксинией как правило имеют насыщенный кислородом верхний слой и бедный кислородом, но богатый сероводородом нижний. Примерами эуксинии являются Черное море, от греческого названия которого (Εὔξεινος Πόντος) и происходит слово «эвксиния», и некоторые норвежские фьорды, в которых затруднено поступление солёной, плотной, насыщенной кислородом океанской воды.

## История

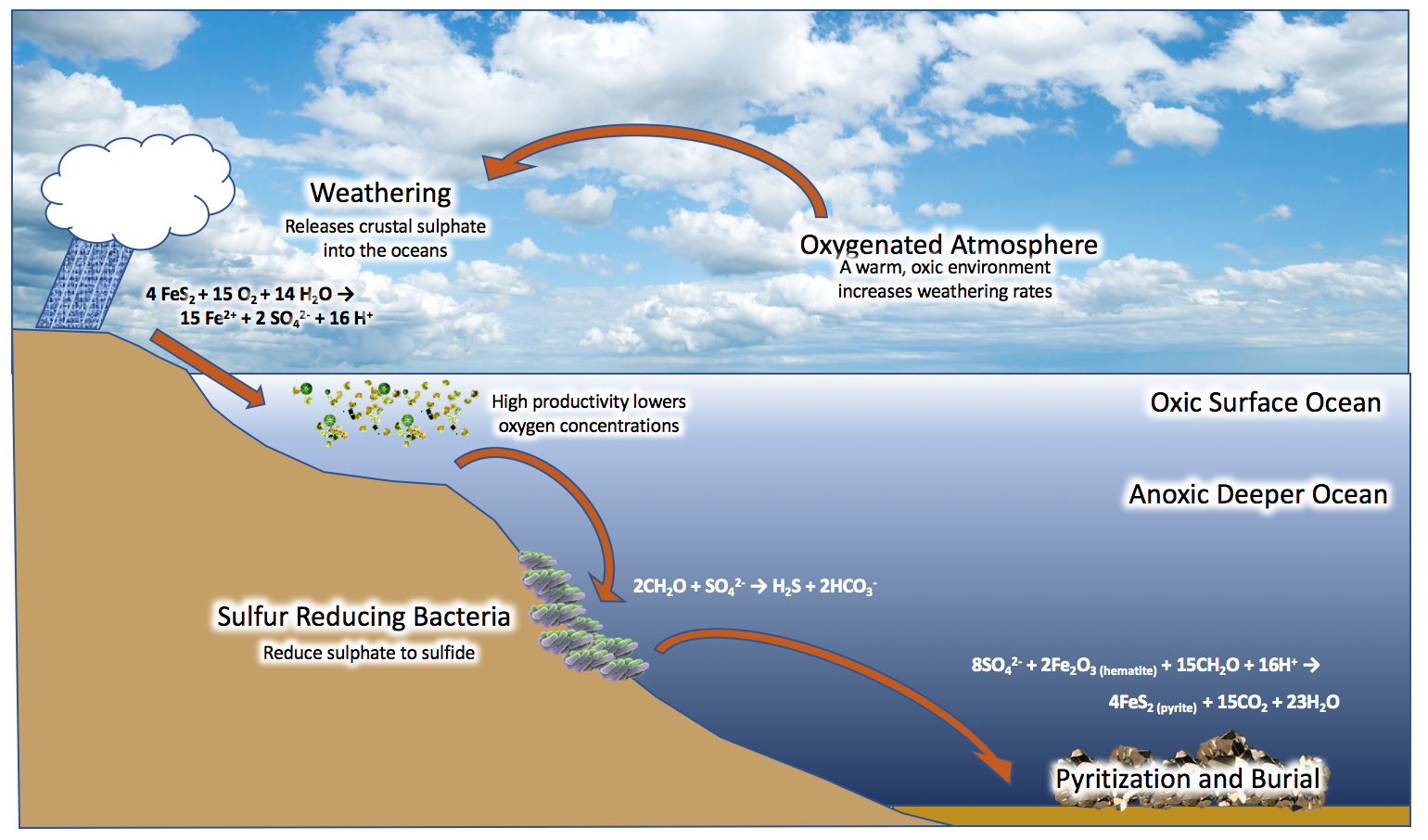
Образование эвксинии в океанах

Эвксиния всегда присутствовала в древних океанах Земли. Согласно большинству предположений она большинство водоемов были эвксинскими на протяжении примерно миллиарда лет, до Великой Кислородной Катастрофы, когда в атмосфере и океанах наблюдалось ничтожно малое количество кислорода. Известно, что эвксиния была одной из главных причин ордовикского вымирания. 

## Влияние на экосистемы
Эвксиния относится к биологическим катастрофам. В связи с тем, что сероводород токсичен, возможна массовая гибель рыб, ракообразных, а также других организмов, обитающих в воде. Нижний слой эвксинских водоемов безжизненен.